# Lynnville (Iowa)
Lynnville ist eine Kleinstadt (mit dem Status „City“) im Jasper County im US-amerikanischen Bundesstaat Iowa. Das U.S. Census Bureau hat bei der Volkszählung 2020 eine Einwohnerzahl von 380 ermittelt.
Lynnville ist Bestandteil der Metropolregion um Iowas Hauptstadt Des Moines.

## Geografie
Lynnville liegt im südöstlichen Zentrum Iowas, im östlichen Vorortbereich von Des Moines. Die Stadt liegt am nördlichen Skunk River. Rund 130 km südlich von Lynnville verläuft die Grenze zum Nachbarstaat Missouri, die Grenze zu Illinois wird rund 160 km östlich vom Mississippi gebildet, während der Missouri River rund 300 km westlich die Grenze Iowas zu Nebraska bildet.
Die geografischen Koordinaten von Lynnville sind 41°34′39″ nördlicher Breite und 92°47′01″ westlicher Länge. Die Stadt erstreckt sich über eine Fläche von 2,87 km² und ist die zweitgrößte Ortschaft innerhalb der Lynn Grove Township.
Nachbarorte von Lynnville sind Grinnell (23,3 km nordnordöstlich), Searsboro (8,2 km östlich), Montezuma (22,1 km in der gleichen Richtung), New Sharon (23,2 km südöstlich), Pella (28,3 km südwestlich), Sully (5,5 km westlich), Reasnor (21,2 km in der gleichen Richtung), Killduff (12 km westnordwestlich) und Kellogg (25 km nordwestlich).
Das Stadtzentrum von Des Moines liegt 72 km westlich. Die nächstgelegenen weiteren größeren Städte sind die Twin Cities (Minneapolis und St. Paul) in Minnesota (419 km nördlich), Rochester in Minnesota (314 km nordnordöstlich), Waterloo (134 km nordöstlich), Cedar Rapids (132 km ostnordöstlich), Iowas frühere Hauptstadt Iowa City (113 km östlich), die Quad Cities in Iowa und Illinois (205 km in der gleichen Richtung), Chicago in Illinois (473 km ebenfalls östlich), Peoria in Illinois (363 km ostsüdöstlich), Illinois’ Hauptstadt Springfield (421 km südöstlich), St. Louis in Missouri (493 km südsüdöstlich), Columbia in Missouri (334 km südlich), Kansas City in Missouri (383 km südsüdwestlich), Nebraskas größte Stadt Omaha (311 km westsüdwestlich), Nebraskas Hauptstadt Lincoln (390 km in der gleichen Richtung), Sioux City (378 km westnordwestlich) und South Dakotas größte Stadt Sioux Falls (535 km nordwestlich).

## Verkehr
Der Interstate Highway 80, der hier die kürzeste Verbindung von Des Moines nach Iowa City bildet, verläuft in West-Ost-Richtung 13 km nördlich an Lynnville vorbei. Alle weiteren Straßen sind untergeordnete Landstraßen, teils unbefestigte Fahrwege sowie innerörtliche Verbindungsstraßen.
Mit dem Grinnell Regional Airport befindet sich 19 km nordnordöstlich ein kleiner Flugplatz. Der nächste Verkehrsflughafen ist der 87 km westlich gelegene Des Moines International Airport.

### Schienenverkehr
Lynnville wurde durch eine vier Kilometer lange Bahnstrecke (Lynnville Branch) ans Schienennetz angebunden. Die Nebenstrecke zweigte von der Bahnstrecke New Sharon–Newton (Newton Branch) ab. Diese Bahnstrecken wurden am 1. November 1882 durch die Chicago, Burlington and Pacific Railroad fertiggestellt. Die Bahnstrecken wurden 1962, inzwischen im Eigentum der Minneapolis and St. Louis Railroad, stillgelegt.

## Bevölkerung
Nach der Volkszählung im Jahr 2010 lebten in Lynnville 379 Menschen in 163 Haushalten. Die Bevölkerungsdichte betrug 132,1 Einwohner pro Quadratkilometer. In den 163 Haushalten lebten statistisch je 2,33 Personen.
Ethnisch betrachtet bestand die Bevölkerung ausschließlich aus Weißen. Unabhängig von der ethnischen Zugehörigkeit waren 0,8 Prozent (drei Personen) der Bevölkerung spanischer oder lateinamerikanischer Abstammung.
23,0 Prozent der Bevölkerung waren unter 18 Jahre alt, 59,6 Prozent waren zwischen 18 und 64 und 17,4 Prozent waren 65 Jahre oder älter. 47,0 Prozent der Bevölkerung waren weiblich.
Das mittlere jährliche Einkommen eines Haushalts lag bei 62.857 USD. Das Pro-Kopf-Einkommen betrug 26.289 USD. 4,6 Prozent der Einwohner lebten unterhalb der Armutsgrenze.